# رجيم معتوق
 معتمدية رجيم معتوق هي إحدى معتمديات ولاية قبلي بالجنوب التونسي. كانت سابقا تتبع إداريا معتمدية الفوار، وهي قرية مستحدثة تبعد عن مركز الولاية ب120 كلم غربا، وقد أقيمت قرب واحة حديثة لإنتاج تمور الدقلة.

مثل اكتشاف مائدة للمياه الجوفية سنة 1972 بمنطقة رجيم معتوق عاملا أساسيا لإجراء تجربة إنمائية بهذه المنطقة المتاخمة لشط الجريد. خاصة وأن المياه من شأنها أن تساعد على غراسه النخيل المثمر.
رجيم معتوق تتسم بالخصوصيات التالية
- عنصر مناخ صحراوي قاري.
- معدل سنوي لنزول الأمطار لا يتجاوز 100 مم
- معدل حرارة يقدر بـ 21 درجة مئوية. أقصاها 55 درجة في الظل صيفا وأدناها 7 درجات تحت الصفر في الشتاء
- أرض رملية
- وفرة مياه تقدر بـ 2000 لتر في الثانية

أعتبرت منطقة رجيم معتوق قبل الثمانينات منطقة عسكرية نظرا لوجود معتقل بها ، إذ كان الطلبة المعارضون يودعون به تحت غطاء أداء الواجب العسكري ليقع تعذيبهم و التنكيل بهم عقابا لهم في ظل النظام البورقيبي و نظام بن علي . تم غلق المعتقل في 2012 إلا أن المنطقة بقيت تحت الإدارة العسكرية وتم إنشاء ديوان خاص لتنمية القرية سنة 1988 مع العلم أن الأشغال انطلقت سنة 1984.
و قد ساهم السيد بوبكر بن صالح في احياء واثراء المنطقة مما جعلها قبلة سياحية كما قد قام السيد بوبكر بن صالح بإنشاء مدن سكنية من ضمنهم مدينة النصركمايعتبر من الأوائل الذين قاموا باستصلاحات كبيرة في احياء مصطحات خضراءو ادخال أنواع جديدة من الاشجار والخضروات لى رجيم معتوق وقد حصل على جوائز وشهادات تقدير من الدولة في ضل الإصلاحات التي قد قام بهاو كان رائدا في مجاله كما انه تم تسجيل هذة الإصلاحات الجغرافية كإصلاحات ذكية وسابقة لوقتها وقد اشاد بها لجان اروبية من إيطاليا وفرنسا وإسبانيا.
بمقتضى قرارات مجلس الوزراء برئاسة الحبيب الصيد في يونيو 2015 أصبحت رجيم معتوق معتمدية تابعة لولاية قبلي.